# جيمس وايت (لاعب كرة قدم أسترالية)
جيمس وايت (بالإنجليزية: James White)‏ هو لاعب كرة قدم أسترالية أسترالي، ولد في 21 يناير 1980.

## وصلات خارجية
- جيمس وايت على موقع AustralianFootball.com (الإنجليزية)
- جيمس وايت على موقع AFLtables.com (الإنجليزية)